# Rigadin et la Jolie Manucure (film, 1909)
 (mars 2024).
Pour les articles homonymes, voir Rigadin et la Jolie Manucure.
Pour plus de détails, voir Fiche technique et Distribution.
Rigadin et la Jolie Manucure (ou La Jolie Manucure) est un film muet français réalisé par Georges Monca, sorti en 1909.

## Fiche technique
- Titre : Rigadin et la Jolie Manucure
- Titre alternatif : La Jolie Manucure
- Réalisation : Georges Monca
- Société de production : Pathé Frères
- Société de distribution : Pathé Frères
- Pays de production :  France
- Langue : français
- Métrage : 295 mètres
- Format : Noir et blanc — 35 mm — 1,33:1 — Muet
- Genre :  Comédie
- Durée : 10 minutes
- Numéro de catalogue Pathé :
- Dates de sortie :
  - France : 1909

## Distribution
- Charles Prince : Rigadin
- Clo Marra : La manucure
- Fernand Rivers : Le mari de la manucure
- Yvonne Maëlec
- Mistinguett
- Germaine Reuver
- Cécile Guyon
- Marcel Simon